# ジャスト・ア・ジゴロ (1978年の映画)
『ジャスト・ア・ジゴロ』（英語: Just a Gigolo、ドイツ語: Schöner Gigolo, armer Gigolo）は、デヴィッド・ヘミングスが監督し、デヴィッド・ボウイが主演して1978年に制作された西ドイツのドラマ映画。第一次世界大戦後のベルリンを舞台としている。この作品には、シドニー・ロームやキム・ノヴァクも出演しており、マレーネ・ディートリヒは本作が最後の出演映画作品となった。
この作品は評論家や観客から様々に論じられたため、ボウイは皮肉を込めて「僕にとって、エルヴィス・プレスリーが出演した映画32本分を一つにしたものだった (my 32 Elvis Presley movies rolled into one)」と語った。

## あらすじ
とあるプロイセン人の士官（デヴィッド・ボウイ）が世界大戦の終戦を経てベルリンに帰郷してくる。他の働き口を得ることができなかった彼は、男爵夫人（マレーネ・ディートリヒ）が経営する売春宿でジゴロとして働くようになる。彼は最期には、ナチスと共産党のいざこざに巻き込まれて殺される。対立した双方が遺体の引き取りを主張したがナチスが遺体の確保に成功し彼を讃えて埋葬し、彼は「信奉していなかった主義の英雄 (a hero to a cause he did not suppor)」となった。

## キャスト
- デヴィッド・ボウイ - パウル・アンブロジウス・フォン・プルジゴドスキ (Paul Ambrosius von Przygodski)
- シドニー・ローム - シリー (Cilly)
- キム・ノヴァク - ヘルガ・フォン・カイザーリング (Helga von Kaiserling)
- デヴィッド・ヘミングス - ヘルマン・クラフト大尉 (Captain Hermann Kraft)
- マリア・シェル - フォン・プルジゴドスキ夫人 (Frau von Przygodski)
- クルト・ユルゲンス - プリンス (Prince)
- マレーネ・ディートリヒ - ゼメリング男爵夫人 (Baroness von Semering)
- エリカ・プルハー（英語版） - エヴァ (Eva)
- ヒルデ・ヴァイスナー（英語版） - ヒルダおばさん (Aunt Hilda)
- ウェルナー・ポシャット（英語版） - オットー (Otto)
- ルドルフ・シュンドラー - グスタフ・フォン・プルジゴドスキ大佐 (Oberst Gustav von Przygodski)
- エヴェリン・キュンネッケ（英語版） - エッカーレ夫人 (Frau Aeckerle)

## 制作
本作の公開当時、デヴィッド・ヘミングスが語ったところによれば、『ジャスト・ア・ジゴロ』は「極めて皮肉の効いた、思わせぶりの、この時代についての (highly ironic, tongue-in-cheek, about the period)」表現が意図されていたという。既に引退していたマレーネ・ディートリヒは、説得されて本作に出演したが、報じられたところによると2日間の撮影で25万ドルを受け取ったという。
ボウイにとっては、ニコラス・ローグ監督の『地球に落ちて来た男』（1976年）に続く映画出演であった。ローグの映画では、ボウイの初期の空想科学、異星人といった性格づけが描かれていたが、『ジャスト・ア・ジゴロ』は、当時のボウイが関心を寄せていた戦前のベルリンに合致したもので、そのきっかけとなったのはクリストファー・イシャーウッドとの出会いであったが、イシャーウッドの『さらばベルリン』は、ミュージカル『キャバレー』にも示唆を与えていた。ベルリンは、当時のボウイの最新スタジオ・アルバムだった『英雄夢語り (ヒーローズ)』（1977年）のレコーディングをおこなった場所でもあった。
ボウイは、様々な機会に、この役を受けたのは「ヘミングスへのお礼として (as a favour to Hemmings)」だったと述べており、ヘミングスは当時並行してボウイの1978年のコンサート・ツアーのドキュメンタリーの制作を計画していた。また、「マレーネ・ディートリヒが目の前に現れる (Marlene Dietrich was dangled in front of me)」からだとも述べていた。しかし実際には、2人のスターは出会うことはなかった。ディートリヒは、その短い出演場面を、彼女が住んでいたパリで撮影し、それは映画の他の部分と同じくベルリンで撮影されたボウイの出演場面に編集で組み込まれた。

## サウンドトラック
『ジャスト・ア・ジゴロ』のサウンドトラックには、様々なアーティストたちによるジャズやキャバレー音楽のスタンダード曲が含まれており、パサデナ・ルーフ・オーケストラ、マンハッタン・トランスファー、ヴィレッジ・ピープルなどが参加した。シドニー・ロームは映画に出演しただけでなく、デヴィッド・ヘミングスと作曲家ギュンター・フィッシャーが作った「Don't Let It Be Too Long」という曲を歌っており、マレーネ・ディートリヒは、「ジャスト・ア・ジゴロ (Just a Gigolo)」を歌っている。
『地球に落ちて来た男』とは異なり、ボウイはこの映画に楽曲を提供しており、音楽監督のジャック・フィッシュマン (Jack Fishman) と共作したいわゆる「Revolutionary Song」がレベルズ (the Rebels) によって演奏された。この曲は、日本ではシングル盤が発売され、後にコレクターズ・アイテムとなった。

## 公開後
本作は、1978年11月16日にベルリンで封切られた。しかし、評判は悪く、映画館から早々に引き上げられた。ヘミングスは作品を再度カットし直して、1979年2月14日にレスター・スクウェアにおいてイギリスでのプレミア公開をし、表向きは礼服着用の行事にボウイが日本の着物風の装いで登場した。評価はここでも否定的で、『サンデー・ミラー』紙は「すべては見世物で、中身はない (all show and no substance)」とした上で、ボウイは「完全にミスキャスト (completely miscast)」だと評し、『Time Out』誌は読者に「無視して (overlook it)」とアドバイスした。
1980年9月の『NME』に掲載されたインタビューでボウイは次のように述べた。
あの映画に関わった誰もが - 今出会うと、互いに知らないふりをする（両手で顔を隠し、笑う）... よく聞いてくれ、君たちはがっかりしただろうけど、君たちは作品の中に入ってさえいなかった。僕らがどんな思いだった想像してみてくれ... この映画は、僕にとって、エルヴィス・プレスリーが出演した映画32本分を一つにしたものだった。
ボウイの伝記作家たちは、この映画を「引かない痛み (an active pain)」、「純粋な失敗作 (an unadulterated flop)」、「破綻 (debacle)」などと評している。メインストリームの評論家たちの間での評価は概して低く、レスリー・ハリウェルは本作を、「国際的な失敗企画 ... 長々とした ... 粗雑な作り (international misadventure... interminable... clumsily made)」と評し、レナード・マルティンは「奇妙なメロドラマ (weird melodrama)」とした。いずれにせよ、Allmovieのハル・エリックソン (Hal Erickson) は、本作に星3つを付けている。
『ジャスト・ア・ジゴロ』は、2004年に各国の市場でDVDがリリースされた。2021年にはデジタル・リマスター版がイギリスで最初の公式版としてリリースされ、制作過程についての54ページの小冊子が付属した。